# Skånes orgelveckor
Skånes orgelveckor startade 1981 och bestod då av fem konserter. De senaste åren har evenemanget växt betydligt och sträcker sig under flera veckors tid med 60-talet konserter i Lunds domkyrka och flera andra kyrkor. Svenska och utländska organister medverkar i orgelveckorna. 